# Robert Harold Compton
Robert Harold Compton   (Tewkesbury, 6 d'agost de 1886 - Ciutat del Cap, 11 de juliol de 1979) va ser un botànic sud-africà. L'Herbari Compton del Jardí Botànic Nacional de Kirstenbosch, que ell va fundar a Ciutat del Cap el 1939, va ser nomenat en honor seu.

## Carrera
Va estudiar a la Universitat de Cambridge del 1905 al 1909, aconseguint una doble matrícula d'honor i distinció i més tard un màster. Va romandre a Cambridge des de 1911-13 com a monitor de botànica, i es va unir a una expedició de camp a Nova Caledònia el 1914, recopilant extensament i descobrint alguns gèneres i espècies noves. Mentre estava a Cambridge, les seves publicacions principals es van referir a l'anatomia i morfologia de les plàntules de gimnospermes, pteridòfits i angiospermes. Es va allistar per al servei militar del 1915 al 18 i va arribar a Sud-àfrica el març de 1919 per convertir-se en director del Jardí Botànic Nacional de Kirstenbosch. Al mateix temps, va assumir la càtedra del professor de botànica de Harold Pearson a la Universitat de Ciutat del Cap; Harold Pearson va ser el primer director de Kirstenbosch. Robert Compton va ocupar aquests càrrecs durant els següents 34 anys.
A Sud-àfrica, els seus interessos es limitaven a la taxonomia de la flora sud-africana. La majoria de les seves publicacions en aquest camp es trobaven al Journal of South African Botany, una revista que ell va començar el 1935 i que va editar fins a la seva jubilació.
En retirar-se el 1953, va optar per establir-se a Swazilàndia i va rebre l'encàrrec del govern suazi de dur a terme un estudi botànic del país. Els resultats van aparèixer per primera vegada com a Anotated Checklist of the Flora of Swaziland al Journal of South African Botany Suppl. 11 (1976).

### Distincions i guardons
Va ser president de l'Associació Sud-africana per a l'avanç de la ciència el 1957, rebent-ne la seva medalla i una beca. Va ser membre de la Royal Society of South-àfrica, i honorari. Membre de la Royal Horticultural Society, amb 2 medalles, dues vegades president de l'Associació de Museus de Sud-àfrica, i va rebre un doctorat honorífic. de la Universitat de Ciutat del Cap el 1968.
Es commemora a Comptonella Bak.f., Comptonanthus B. Nord i a nombrosos noms d'espècies. La majoria dels seus exemplars de Nova Caledònia pertanyen al British Museum, i la seva extensa col·lecció sud-africana (més de 35.000 exemplars) es troba estesa entre els diversos herbaris de Sud-àfrica.

### Publicacions
- Wild Flowers of the Cape of Good Hope. Con Elsie Garrett Rice. Kirstenbosch: The Botanical Society of SA, 24 pp. 1950

- Garden for A Nation. 168 pp. Kirstenbosch: Cape Town: Tafelberg, 1965

- An annotated check list of the flora of Swaziland. J. of South African botany: Supplementary vol. 6. Editor Nat. Bot. Gardens of SA, 191 pp. 1966

- Flora of Swaziland. Editor Trustees of the Nat. Botanic Gardens of SA. 684 pp. 1976

- Our South African flora. 100 pp. Cape Times, Cape Town 1930s

- New Caledonia and the Isle of Pines. Editor Royal Geographical Soc. 212 pp. 1917